# U-409
Unterseeboot 409 foi um submarino alemão do Tipo VIIC, pertencente a Kriegsmarine que atuou durante a Segunda Guerra Mundial.

## Comandantes
| Comandante                     | Data                                        |
| ------------------------------ | ------------------------------------------- |
| Oblt. Hanns-Ferdinand Massmann | 21 de janeiro de 1942 - 12 de julho de 1943 |

## Subordinação
Durante o seu tempo de serviço, esteve subordinado às seguintes flotilhas:
| Período                                      | Flotilha                                   |
| -------------------------------------------- | ------------------------------------------ |
| 21 de janeiro de 1942 - 31 de agosto de 1942 | 5. Unterseebootsflottille (treinamento)    |
| 1 de setembro de 1942 - 30 de junho de 1943  | 9. Unterseebootsflottille (serviço ativo)  |
| 1 de julho de 1943 - 12 de julho de 1943     | 29. Unterseebootsflottille (serviço ativo) |

## Operações conjuntas de ataque
O U-409 participou das seguinte operações de ataque combinado durante a sua carreira:
- Rudeltaktik Vorwärts (25 de agosto de 1942 - 2 de setembro de 1942)
- Rudeltaktik Streitaxt (20 de outubro de 1942 - 1 de novembro de 1942)
- Rudeltaktik Raufbold (11 de dezembro de 1942 - 18 de dezembro de 1942)
- Rudeltaktik Sturmbock (21 de fevereiro de 1943 - 26 de fevereiro de 1943)
- Rudeltaktik Wildfang (26 de fevereiro de 1943 - 5 de março de 1943)
- Rudeltaktik Westmark (6 de março de 1943 - 11 de março de 1943)